# Frailes (Costa Rica)
Frailes es una localidad y el distrito número seis del cantón de Desamparados, de la provincia de San José, en Costa Rica, fundado en el año de 1841. 
El distrito se caracteriza por formar parte de la Zona de los Santos, una serie de valles intermontanos del centro-sur de Costa Rica con alta producción de café.

## Toponimia
El nombre del distrito proviene de cuando esta zona fue visitada por grupos de religiosos de la Orden Frailes Franciscanos. En este lugar, los religiosos descansaban algunos días cuando iban de paso a Cartago.

## Historia
Las primeras ocupaciones recordadas de este territorio fueron por indígenas del antiguo Reino Huetar de Occidente, el cual se encontraba encabezado por el Cacique Garabito. Los indígenas que habitaron esta región fueron los mismos que habitaron la región de Aserrí, sobresaliendo entre ellos el Cacique Accerrí, originario de la tribu Quepoa.
Los primeros pobladores ubicaron sus casitas a lo largo de un camino que unía San José con Aserrí, y separaron sus propiedades con cercas, ya sea de piedra o árboles naturales, por lo que antiguamente se llamó a esta región Dos Cercas.
En aquella época, Dos Cercas, que era un distrito de San José, se conformaba por los barrios de Patarrá, Salitral (hoy San Antonio), San Felipe (hoy San Miguel), Palo Grande (hoy San Rafael) y El Molino (hoy San Juan de Dios).
En 1821, el caserío Dos Cercas ya tenía gran importancia y se había planificado muy bien sus primeros cuadrantes, de conformidad con las normas que ordenaba la vetusta "Ley de Indias para la formación de cabildos", además de que ya contaba con más población que otros asentamientos como Patarrá, San Antonio, Aserrí y el mismo Curridabat.
En 1841, Desamparados ya era un barrio de San José, y se conformaba por los cuarteles de El Centro, El Molino (hoy San Juan de Dios), Palo Grande (hoy San Rafael), Patarrá, San Antonio y San Felipe (hoy San Miguel).
El 4 de noviembre de 1962, se funda el cantón de Desamparados, número tres de la provincia de San José, mediante la Ley de Ordenanzas Municipales.

## Ubicación
Se ubica en el sur del cantón y limita al norte con el cantón de Cartago, al noroeste con el distrito de Rosario, al oeste con el cantón de Aserrí, al sur con el cantón de León Cortés Castro y al este con el distrito de San Cristóbal.

## Geografía
Frailes cuenta con un área de 19,67 km² y una altitud media de 1615 m s. n. m.

## Demografía
Para el año 2022, Frailes cuenta con una población estimada de 4111 habitantes, y para el último censo efectuado, en 2011, Frailes contaba con una población de 3772 habitantes.
Hasta el año 1950, el distrito de Frailes incluía los distritos desamparadeños de San Cristóbal y Rosario, y poseía una extensión de 57,04 km². De ahí que la situación demográfica de Frailes puede ser comparada desde el censo de 1950.
Según el Censo Nacional del año 2011, el cantón contaba con una población de 3 806 habitantes, residiendo en más de 1 225 viviendas, aproximadamente.

## Concejo de distrito
El concejo de distrito de Frailes vigila la actividad municipal y colabora con los respectivos distritos de su cantón. También está llamado a canalizar las necesidades y los intereses del distrito, por medio de la presentación de proyectos específicos ante el Concejo Municipal. La presidenta del concejo del distrito es la síndica propietaria del partido Liberación Nacional, Alice Quirós Calvo.
El concejo del distrito se integra por: 
| #                       | Partido                         | Nombre                                |
| Síndico propietario     | Síndico propietario             | Síndico propietario                   |
| ----------------------- | ------------------------------- | ------------------------------------- |
| 1                       | Partido Liberación Nacional     | Alice Quirós Calvo                    |
| Síndico suplente        |                                 |                                       |
| 2                       | Partido Liberación Nacional     | Wilberth José Quesada Fallas          |
| Concejales propietarios |                                 |                                       |
| 3                       | Partido Liberación Nacional     | Jimmy Ureña Fallas                    |
| 4                       | Partido Liberación Nacional     | Hannia Segura Mora                    |
| 5                       | Partido Liberación Nacional     | Arcelio Jiménez Cordero               |
| 6                       | Partido Unidad Social Cristiana | William Hidalgo Ortiz                 |
| Concejales suplentes    |                                 |                                       |
| 7                       | Partido Liberación Nacional     | Luis Alfredo Fernández Quirós         |
| 8                       | Partido Liberación Nacional     | Daniela de los Ángeles Quirós Navarro |
| 9                       | Partido Liberación Nacional     | José Antonio Fallas Piedra            |
| 10                      | Partido Unidad Social Cristiana | Mauricio Enrique Muñoz Ballestero     |

## Organización territorial
El distrito de Frailes se conforma por las siguientes comunidades o barrios:
- Barrio Bajos de Tarrazú
- Barrio Bustamante
- Barrio Frailes (centro)
- Barrio La Altura
- Barrio La Cuesta
- Barrio Modesto
- Barrio Santa Elena
- Barrio Sesteo
- Barrio La Violeta

## Transporte

### Carreteras
Al distrito lo atraviesan las siguientes rutas nacionales de carretera:
- Ruta nacional 222